# Jeremy Swayman
Jeremy Swayman, né le 24 novembre 1998 à Anchorage en Alaska, est un joueur professionnel américain de hockey sur glace. Il évolue en tant que gardien de but pour les Bruins de Boston dans la Ligue nationale de hockey (LNH).
Né et élevé à Anchorage en Alaska, Swayman commence à regarder les parties de hockey sur glace collégiales des Seawolves de l'université de l'Alaska à Anchorage avec son père alors qu'il était très jeune, et commence à jouer comme gardien de but à l'âge de cinq ans. Après avoir été retranché par les Browns Bears de Kenai River locaux, Swayman joue une saison junior avec les Miners de Pikes Peak. Après, il rejoint la United States Hockey League pour jouer avec les Stampede de Sioux Falls pendant une saison. Après avoir été repêché par les Bruins, il joue au hockey universitaire pendant trois saisons avec les Black Bears du Maine. Swayman a gardé un pourcentage d'arrêts de 93,9 et une moyenne de buts alloués de 2,07 pendant la saison 2019-2020, et reçoit les honneurs du joueur de l'année dans la Hockey East et du Mike Ritcher Award du meilleur gardien universitaire.
Il quitte les Blackbears pour rejoindre les Bruins après avoir passé 3 saisons avec eux. En raison de la pandémie de COVID-19. sa carrière professionnelle n'a pas débuté avant la saison 2020-2021. Swayman a commencé la première partie de la saison avec les Bruins de Providence de la Ligue américaine de hockey mais il est promu dans la LNH en avril après que les deux gardiens de buts principaux des Bruins soient mis de côté pour blessure et maladie. Ses performances en fin de saison ont convaincu Bruce Cassidy de nommé Swayman réserviste de Tuukka Rask pendant les séries éliminatoires de la Coupe Stanley 2021, mais il a joué dans seulement une partie des séries éliminatoires. Rask et Jaroslav Halák ont tous deux quittés les Bruins après la saison 2020-2021, Swayman a formé alors un duo de gardien avec Linus Ullmark.

## Biographie

### Sa jeunesse

#### Son enfance
Jeremy Swayman naît le 24 novembre 1998 à Anchorage dans l'État de l'Alaska aux États-Unis d'Anne Boesenberg et Ken Swayman. Son père, Ken, grandit dans le quartier de Brooklyn et est alors un grand partisan des Rangers de New York. Il commence à regarder des parties de hockey sur glace collégiales alors qu'il est très jeune quand son père l'amène voir les Seawolves de l'université de l'Alaska à Anchorage. Il commence à jouer au hockey au poste de gardien de but alors qu'il a cinq ans. Il joue au hockey mineur dans le coin d'Anchorage et il joue pendant deux ans avec l'équipe de la South Anchorage High School avant de commencer sa carrière junior. Il était attendu que Swayman allait jouer avec les Browns Bears de Kenai River de la North American Hockey League, mais il fut retranché par l'équipe en faveur de deux autres gardiens. À la place, avec l'aide de quelques amis de sa famille, il rejoint les Miners de Pikes Peak de la Rocket Mountain Junior Hockey League,. En 18 parties avec les Miners, Swayman enregistre un pourcentage d'arrêts de 94,0 et une moyenne de buts alloués de 1,79.

#### L'USHL (2016-2017)
Après une saison avec les Miners, Swayman est sélectionné par le Stampede de Sioux Falls de la United States Hockey League dans la 12e ronde du repêchage Phase II de l'USHL 2016. L'entraîneur de Sioux Falls, Scott Owens, surveillait Swayman pendant sa première saison avec Pikes Peak, et est resté impressionné par le gardien au cours du camp d'entraînement de l'équipe. Après avoir mené les gardiens de buts de l'USHL au chapitre du pourcentage d'arrêts durant la pré-saison, Swayman a arrêté quarante-huit lors de ses débuts avec le Stampede au cours d'une victoire de 3-2 en tirs de barrages contre le Storm de Tri-City. En 32 parties avec Sioux Falls, Swayman enregistre une fiche de 7 victoires, 18 défaites et 3 matchs nul. Il obtient également un pourcentage d'arrêts de 91,4 tout en maintenant une moyenne de buts alloués de 2,90. Cette année là, la centrale de recrutement de la Ligue nationale de hockey le classe au 12e rang des espoirs chez les gardiens de but nord-américains. À la fin de la saison, il est repêché par les Bruins de Boston au quatrième tour, 111e choix global, au cours du repêchage d'entrée.

### Carrière universitaire
Lorsque les Bruins l'ont repêché, Jeremy Swayman s'était déjà lié avec les Blacks Bears de l'université du Maine pour jouer au hockey collégiale à partir de la saison 2017-2018. Il fait ses débuts collégiaux le 7 octobre 2017, faisant vingt-sept arrêts  mais perdant la rencontre par la marque 5-1 contre les Huskies du Connecticut. Après avoir fait quarante arrêts pour donner la victoire 5-2 aux Black Bears contre les Terriers de Boston le 17 novembre, la conférence Hockey East a nommé Swayman joueur recrue de la semaine. Il reçoit le titre une autre fois le 8 janvier après avoir enregistré le premier blanchissage de sa carrière collégiale, arrêtant les trente-et-un tirs qu'il a affrontés dans une victoire de 3-0 contre les Terriers de Boston. Il est nommé meilleure recrue du mois de Janvier de la conférence Hockey East après avoir enregistré une fiche de 4 victoires, 2 défaites et 2 parties nulles, ayant un pourcentage d'arrêts de 92,8 et une moyenne de buts alloués de 2,34 en huit parties. Swayman termine sa saison « freshman » (recrue) avec un pourcentage d'arrêts de 92,0 et une moyenne de buts alloués de 2,74, alors que sa fiche de 15-13-3 fût la meilleure par un gardien recrue de la franchise depuis Ben Bishop.
Jeremy Swayman reçoit son premier honneur de la saison 2018-2019 le 19 novembre, lorsqu'il fut nommé Joueur défensif de la semaine dans la Hockey East après avoir réalisé soixante-dix-neuf arrêts dans une série de deux parties contre l'université de Boston. Il reçoit une nouvelle fois ce titre le 3 décembre lorsqu'il arrête soixante-quatorze tirs dans une série de deux parties contre les Catamounts du Vermont. Le 25 janvier, il y réalise 53 arrêts, son record dans sa carrière universitaire, dans une victoire de 4-3 contre les Minutemen de l'UMass. Après avoir gardé une fiche de 5-2-1 en plus d'un pourcentage d'arrêts de 91,8 et une moyenne de buts alloués de 2,86 au cours du mois de février, avec six de ces parties où il a réalisé 30 arrêts ou plus, Swayman est nommé gardien de but du mois dans la conférence Hockey East. Swayman termine sa saison « sophomore » (deuxième année) avec un bilan de 14 victoires, 17 défaites et 4 matchs nul, pour un pourcentage d'arrêts de 91,9 et une moyenne de buts alloués de 2,77 en 35 parties. Il est également nommé sur la troisième équipe d'étoile de la conférence Hockey East,.
Après une première rencontre difficile en début de saison 2019-2020, au cours de laquelle il réalise 52 arrêts mais tout de même son équipe perdre 7-0 contre les Friars de Providence, Swayman enregistre un pourcentage d'arrêts de 96,2 et une moyenne de buts alloués de 1,22 lors de ces six parties suivantes. Il est nommé gardien du mois dans la Hockey East pour mois de février 2020 après avoir gardé une fiche de 4-2-1 avec 210 arrêts au cours du mois et ce, incluant deux blanchissages. Swayman termine la saison avec un bilan de 18-11-5, un pourcentage d'arrêts de 93,9 et une moyenne de buts alloués de 2,07, et mène toutes les conférences de la division I de la NCAA avec 1 099 arrêts pendant la saison. Il reçoit beaucoup de prix à la fin de la saison, commençant avec le Walter Brown Award, attribué annuellement au meilleur joueur né aux États-Unis en Nouvelle-Angleterre. La Hockey East le nomme sur sa première équipe d'étoiles, le nomme aussi Goaltending Champion, et le  nomme aussi joueur de l'année au sein de leur conférence. Il fut aussi nommé sur la deuxième équipe All-USCHO, le premier gardien des Black Bears à être sur la première équipe CCM/AHCA All-American East Team depuis Spencer Abbott en 2012, et la New England Hockey Writers Association le nomme leur Leonard Fowle New England MVP. Il est le finaliste du Trophée Hobey-Baker, récompense offerte annuellement au meilleur joueur de hockey universitaire aux États-Unis, un honneur qui fût donné à Scott Perunovich des Bulldogs de Minnesota-Duluth. Swayman termine sa saison de trophées 2020 avec le Prix Mike Richter, récompensant le meilleur gardien de but universitaire de l'année dans la division I de la NCAA.
À la conclusion de la saison 2019-2020, Jeremy Swayman annonce qu'il quitte les Blackbears du Maine pour commencer sa carrière professionnelle avec les Bruins. Il termine sa carrière universitaire en étant le meneur de tous les temps du Maine avec 3 130 arrêts et 5 906:45 minutes jouées, alors que sa moyenne de buts alloués est la 5e de l'histoire de l'équipe et son pourcentage d'arrêts de 92,7 le place deuxième derrière Jimmy Howard.

### Carrière professionnelle

#### Débuts chez les professionnelles (2020-2021)

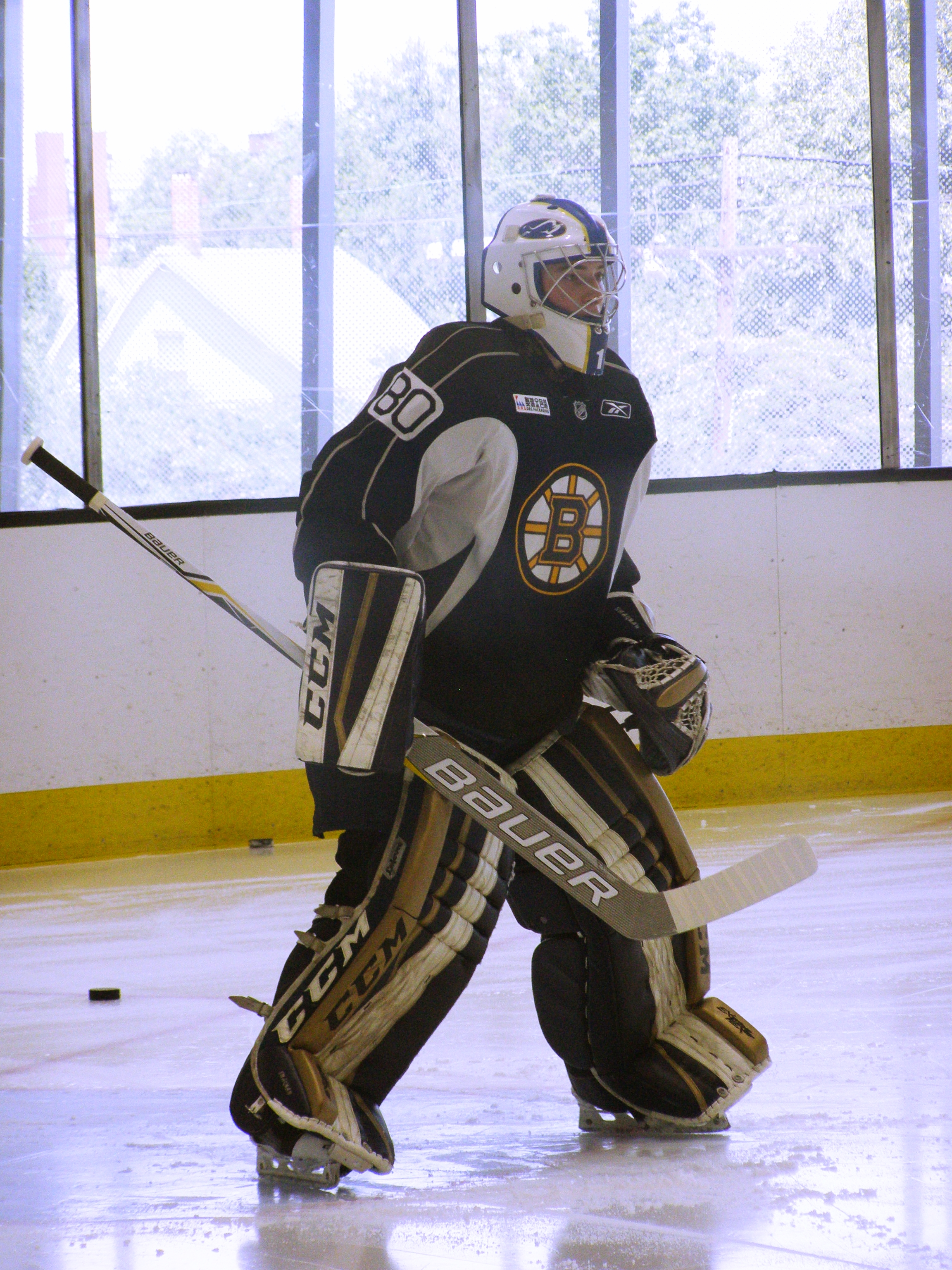
Swayman au camp d'entraînement des Bruins en 2017.

Swayman signe un contrat d'entrée avec les Bruins de Boston le 18 mars 2020. À ce moment, les saisons de hockey sur glace dans la NCAA, la Ligue nationale de hockey et dans la Ligue américaine de hockey sont mises sur pauses en raison de la pandémie de COVID-19. Il fait alors ses débuts chez les professionnels lors de la saison 2020-2021 lorsqu'il est assigné avec les Bruins de Providence, club-école des Bruins dans la Ligue américaine de hockey,. Il remporte ces sept premiers matchs de la saison, enregistrant une moyenne de buts alloués de 1,57 et un pourcentage d'arrêts de ,942. En neuf parties avec Providence, Swayman enregistre 8 victoires et 1 défaite, une moyenne de buts alloués de 1,89 et un pourcentage d'arrêts de ,933 et il est nommé sur l'équipe d'étoiles de la division atlantique de la LAH à la fin de la saison.

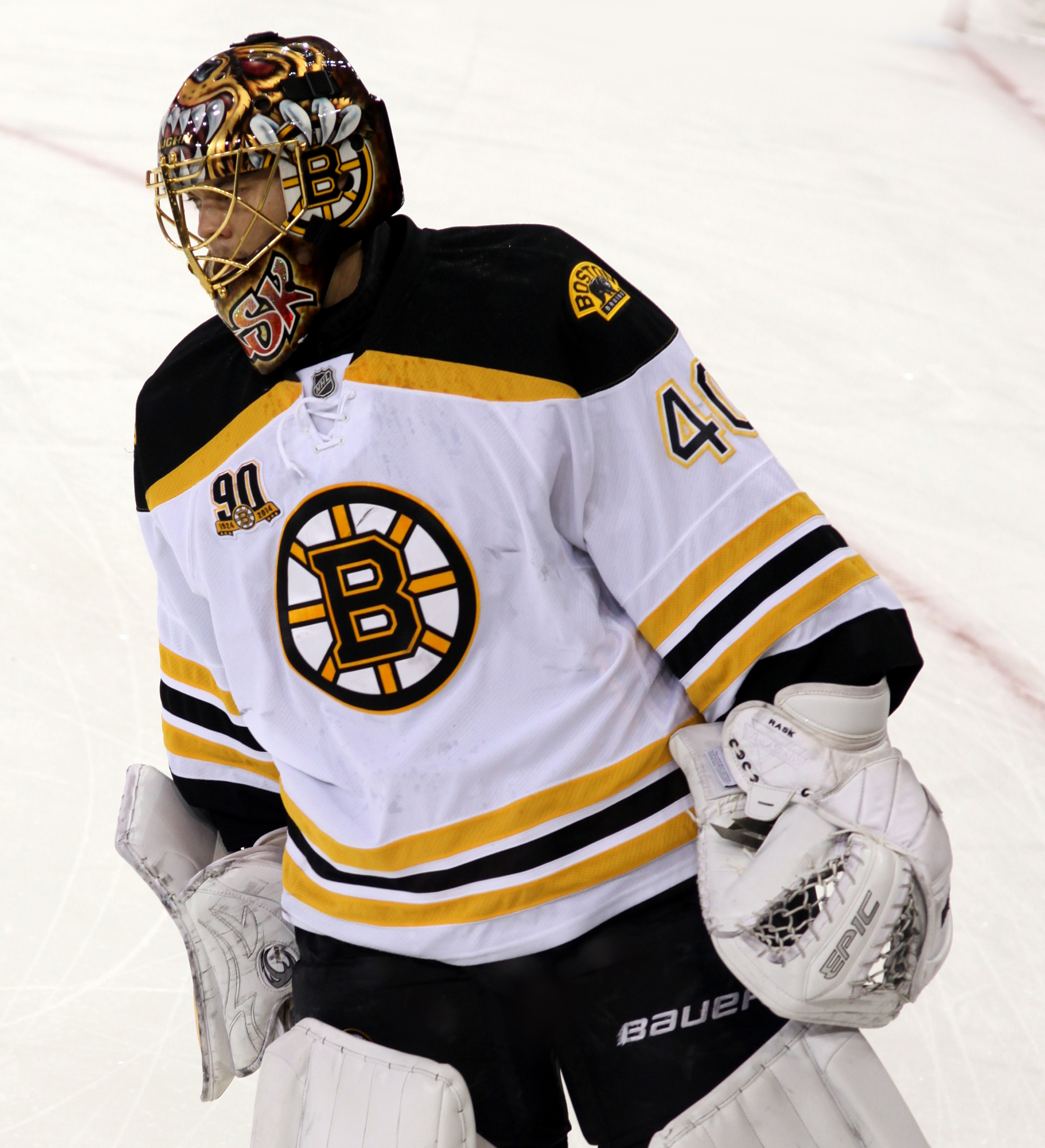
Pendant les séries éliminatoires 2021, Swayman est le réserviste de Tuukka Rask (photo).

Avec Tuukka Rask sur la liste des blessés en raison d'une blessure au haut du corps et Jaroslav Halák ayant été testé positif à la COVID-19, Swayman est rappelé par les Bruins pour faire ces débuts dans la LNH le 6 avril 2021. Il réalise 40 arrêts alors que les Bruins remportent la partie par la marque de 4 à 2 contre les Flyers de Philadelphie. Swayman réalise son premier blanchissage dix jours après ces débuts, le 16 avril lorsqu'il arrête les 25 tirs auquel il fait face dans une victoire de 3 à 0 contre les Islanders de New York. Swayman joue ensuite les 10 parties des 6 dernières semaines de la saison 2020-2021 des Bruins, durant lesquelles il enregistre 7 victoires et 3 défaites, conservant une moyenne de buts alloués de 1,50 et un pourcentage d'arrêts de 94.5%. Les performances de fin de saison du jeune Swayman ont convaincu l'entraîneur des Bruins, Bruce Cassidy, à mettre Swayman comme second gardien derrière Rask lors des séries éliminatoires de la Coupe Stanley 2021. Il fait ses débuts en séries éliminatoires lors de la cinquième partie contre les Islanders de New York au cours de la troisième période. Swayman arrête deux des trois tirs dirigés vers lui, allouant un but marqué par Brock Nelson lors de la partie où les Bruins ont perdu 5-4. Cassidy décide de ne pas le faire jouer lors de la sixième partie de la série et les Bruins furent éliminés des séries éliminatoires alors qu'ils perdent la sixième partie 6 à 2.

#### Première saison complète dans la LNH (2021-2022)

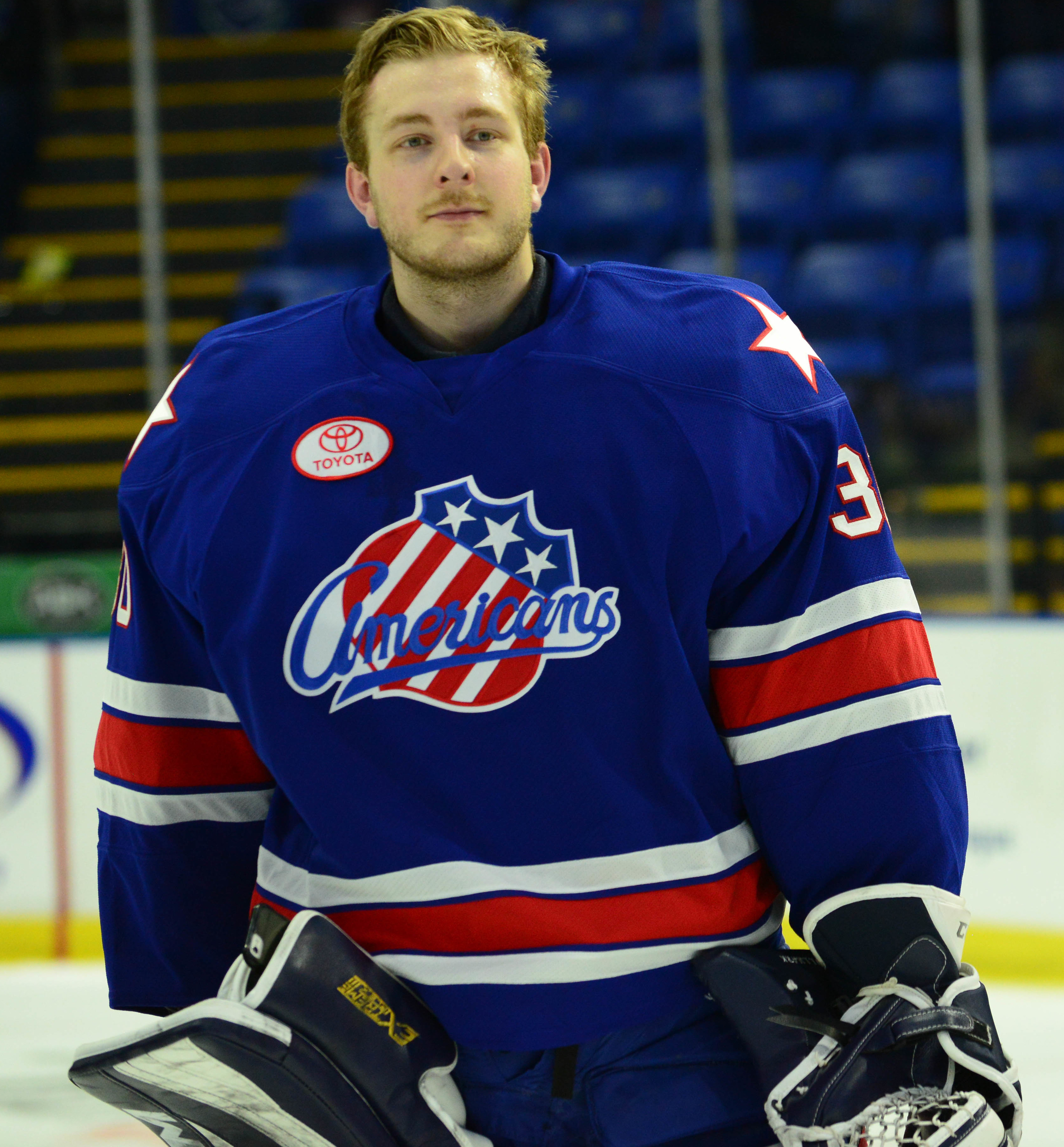
En 2022, Swayman et Linus Ullmark (ici avec les couleurs des Americans de Rochester) forment un nouveau duo de gardien à Boston.

Alors que Halák quitte les Bruins pour rejoindre les Canucks de Vancouver lors de la saison morte 2021, Rask se fait opérer pour réparer une déchirure du labrum et est attendu de manquer la première moitié de la saison 2021-2022. Sans leurs deux vétérans, les Bruins décide de faire confiance à Swayman et au nouveau venu Linus Ullmark. Lors de ces huit premières parties de la saison, Swayman enregistre 5 victoires et 3 défaites avec une moyenne de buts alloués de 2,39 et un pourcentage d'arrêts de 90.8%. Ces statistiques furent moins bonnes en raison d'une partie contre les Flyers de Philadelphie le 20 octobre où il alloue cinq buts. Rask revient avec les Bruins le 11 janvier, et Swayman, qui affiche alors une fiche de 8-6-2 avec une moyenne de buts alloués de 2,26 et un pourcentage d'arrêts de 91.8%, est envoyé dans la Ligue américaine de hockey pour laisser sa place à Rask. Rask ne performe pas lorsqu'il revient, ayant de la misère à se recouvrir de son opération, Swayman est rappelé par les Bruins à la fin du mois de janvier, un rappel qui fait de Swayman un gardien de la formation des Bruins à long terme alors que Rask annonce sa retraite dans le mois de février suivant. Après avoir enregistré un bilan de 5-1-1, une moyenne de buts de 1,13, un pourcentage d'arrêts de 96% et deux blanchissages lors du mois, Swayman est nommé recrue du mois de février 2022 dans la LNH. Swayman termine la saison avec une fiche de 23-14-3 en 40 parties et a mené les gardiens de buts recrus avec une moyenne de buts alloués de 2,37, un pourcentage d'arrêts de 91,3 et trois blanchissage. Le New England Sports Network et les Bruins ont attribué à Swayman le prix de septième joueur, récompensé au joueur des Bruins qui performe plus que les attentes. Les Bruins affronte les Hurricanes de la Caroline lors du premier tour des séries éliminatoires de la Coupe Stanley 2022, avec Swayman faisant son premier départ en séries lors de la troisième partie. Il arrête vingt-cinq des vingt-sept tirs dirigés vers lui alors que Boston remporte la partie 4 à 2. Il termine la série de sept parties avec une moyenne de buts de 2,63 et un pourcentage d'arrêts de 91,1% en 5 parties, mais les Hurricanes élimine les Bruins au terme de cette partie décisive de la série qui se finit par le score de 3 à 2 en faveur des Canes. Swayman termine à la 5e place dans le bulletin de votes pour l'obtention du trophée Calder remis au meilleur joueur recrue dans la LNH et fût nommée sur l'équipe d'étoiles des joueurs recrues au poste de gardien de but.

#### Saison historique des Bruins, sortie en première ronde (2022-2023)

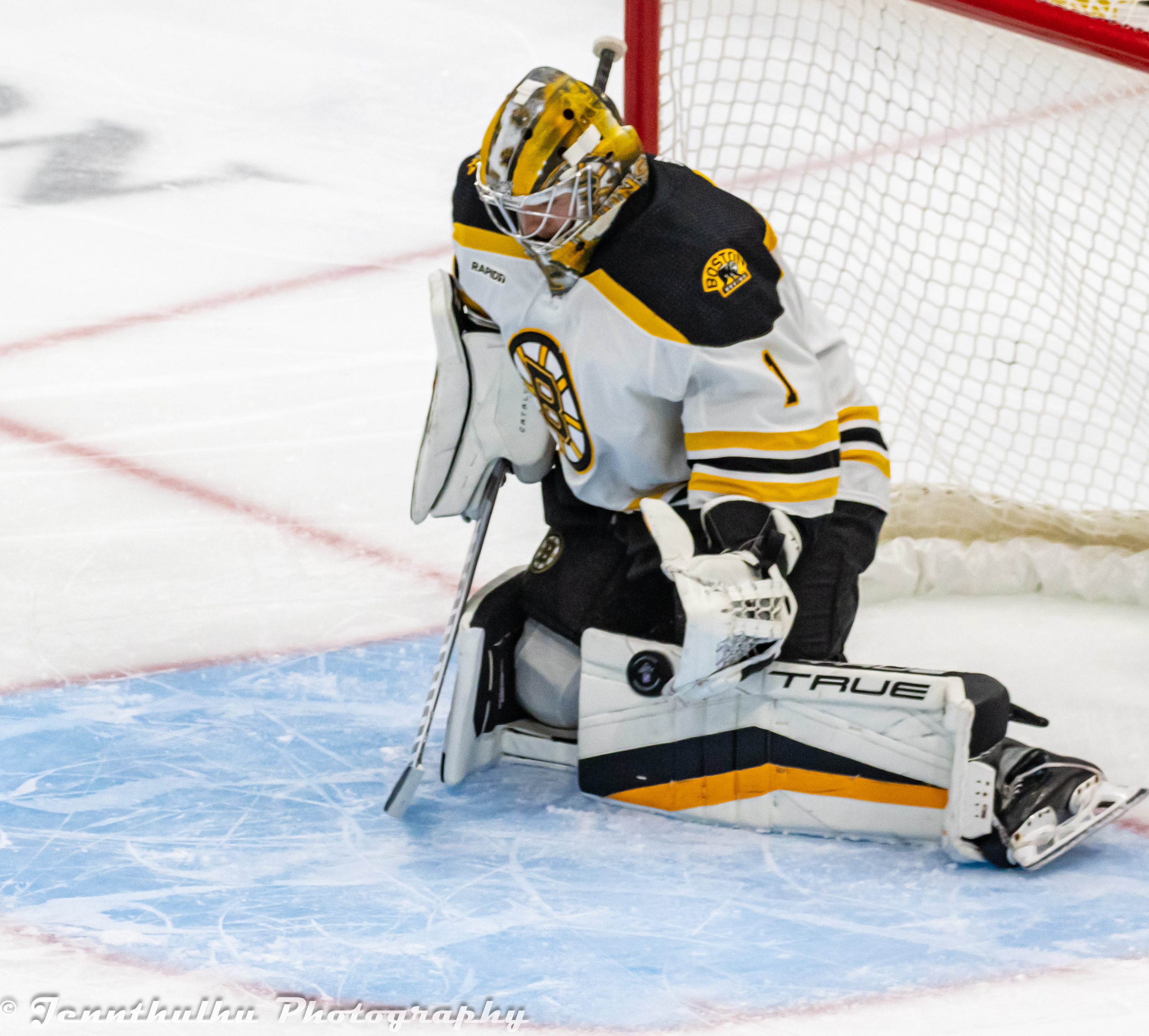
Swayman en 2023

La saison 2022-2023 est une saison historique pour les Bruins, et pour Swayman, qui forme le meilleur duo de gardiens de la ligue avec Linus Ullmark. Leur rituel après une victoire, appelé « Goalie Hug », devient un rituel d'équipe,. Les Bruins terminent la saison avec deux nouveaux records, pour les victoires (65) et pour les points (135), remportant le Trophée des présidents. Ensemble, Swayman et Ullmark reçoivent le trophée William-M.-Jennings, remis au duo de gardiens ayant accordé le moins de buts. Avec 177 buts accordés en 82 parties, ils accordent 36 buts de moins que les Hurricanes de la Caroline, deuxième équipe au chapitre des buts accordés,. Les Bruins commencent les séries comme favoris pour remporter la Coupe Stanley. Ils sont battus en première ronde en 7 parties par les Panthers de la Floride. Menant la série 3-1, les Bruins perdent les trois parties suivantes et les Panthers complètent la remontée. Après la série, des critiques surviennent à l'endroit de l'entraîneur-chef, Jim Montgomery, en particulier le fait d'avoir fait de Ullmark le gardien partant, malgré le fait qu'il était blessé. Swayman obtient le départ lors de la 7e partie, mais les Bruins sont éliminés par la marque de 4-3, en prolongation,.

### Carrière internationale
Jeremy Swayman fait ses débuts internationaux lorsqu'il est sélectionné pour représenté l'Équipe des États-Unis de hockey sur glace junior au Championnat du monde junior de hockey sur glace 2018 à Buffalo, dans l'État de New York. En tant que troisième gardien derrière Jake Oettinger et Joseph Woll, Swayman a reçu un temps de jeu limité, jouant seulement dans une partie hors-concours contre la Suède et lors de la finale pour la médaille de bronze contre la Tchéquie. Swayman a joué dans les 3:19 finales de la partie pour la médaille de bronze, ne laissant passer aucun but alors que l'Équipe des États-Unis à vaincu la Tchéquie 9-3 pour mettre la main sur la médaille de bronze.
À la suite d'une blessure d'Alex Nedeljkovic des Red Wings de Détroit, Jeremy Swayman rejoint l'Équipe de États-Unis pour jouer dans le Championnat du monde de hockey sur glace 2022 en Finlande. Il a enregistré un blanchissage lors de sa première apparition du tournoi, arrêtant les dix-sept tirs qu'il a affronté dans une victoire 3-0 contre la Grande-Bretagne. Les États-Unis ont terminés à la quatrième place, perdant la partie de médaille de bronze 8-4 contre la Tchéquie. Swayman a alloué sept buts dans la partie mais a terminé le tournoi avec un pourcentage d'arrêts de 90,9, une moyenne de buts alloués de 2,23 et deux blanchissages.
En 2025, Swayman représente l’équipe américaine lors de la Confrontation des 4 nations.

## Vie privée
Swayman est le plus jeune de sa famille. Il a un frère et une sœur.

## Statistiques

### En club
| Saison     | Équipe                  | Ligue       |    | Saison régulière | Saison régulière | Saison régulière | Saison régulière | Saison régulière | Saison régulière | Saison régulière | Saison régulière | Saison régulière | Saison régulière |   | Séries éliminatoires | Séries éliminatoires | Séries éliminatoires | Séries éliminatoires | Séries éliminatoires | Séries éliminatoires | Séries éliminatoires | Séries éliminatoires | Séries éliminatoires |
| Saison     | Équipe                  | Ligue       | PJ | V                | D                | Pr/N             | Min              | BC               | Moy              | % Arr            | Bl               | Pun              | PJ               | V | D                    | Min                  | BC                   | Moy                  | % Arr                | Bl                   | Pun                  |                      |                      |
| 2016-2017  | Stampede de Sioux Falls | USHL        | 32 | 7                | 18               | 3                | 1 883            | 91               | 2,90             | 91,4             | 0                | 4                | -                | - | -                    | -                    | -                    | -                    | -                    | -                    | -                    |                      |                      |
| 2017-2018  | Université du Maine     | Hockey East | 31 | 15               | 12               | 3                | 1 812            | 82               | 2,72             | 92,1             | 1                | 2                | -                | - | -                    | -                    | -                    | -                    | -                    | -                    | -                    |                      |                      |
| 2018-2019  | Université du Maine     | Hockey East | 35 | 14               | 17               | 4                | 2 035            | 94               | 2,77             | 91,9             | 0                | 0                | -                | - | -                    | -                    | -                    | -                    | -                    | -                    | -                    |                      |                      |
| 2019-2020  | Université du Maine     | Hockey East | 34 | 18               | 11               | 5                | 2 060            | 71               | 2,07             | 93,9             | 3                | 0                | -                | - | -                    | -                    | -                    | -                    | -                    | -                    | -                    |                      |                      |
| 2020-2021  | Bruins de Providence    | LAH         | 9  | 8                | 1                | 0                | 540              | 17               | 1,89             | 93,3             | 1                | 2                | -                | - | -                    | -                    | -                    | -                    | -                    | -                    | -                    |                      |                      |
| 2020-2021  | Bruins de Boston        | LNH         | 10 | 7                | 3                | 0                | 601              | 15               | 1,50             | 94,5             | 2                | 0                | 1                | 0 | 1                    | 18                   | 1                    | 3,23                 | 66,7                 | 0                    | 0                    |                      |                      |
| 2021-2022  | Bruins de Boston        | LNH         | 41 | 23               | 14               | 3                | 2 390            | 96               | 2,41             | 91,4             | 3                | 6                | 5                | 3 | 2                    | 296                  | 13                   | 2,63                 | 91,1                 | 0                    | 0                    |                      |                      |
| 2021-2022  | Bruins de Providence    | LAH         | 5  | 3                | 2                | 0                | 303              | 11               | 2,18             | 91,1             | 0                | 0                | -                | - | -                    | -                    | -                    | -                    | -                    | -                    | -                    |                      |                      |
| 2022-2023  | Bruins de Boston        | LNH         | 37 | 24               | 6                | 4                | 2 013            | 76               | 2,27             | 92,0             | 4                | 2                | 2                | 0 | 1                    | 72                   | 4                    | 3,34                 | 87,5                 | 0                    | 0                    |                      |                      |
| Totaux LNH | Totaux LNH              | Totaux LNH  | 88 | 54               | 23               | 7                | 5 005            | 187              | 2,24             | 92,0             | 9                | 8                | 8                | 3 | 4                    | 387                  | 18                   | 2,79                 | 90,1                 | 0                    | 0                    |                      |                      |

### En équipe nationale
| Année | Équipe     | Compétition                 |   | PJ | V | D | Pr/N | Min | BC   | Moy | % Arr | Bl | Pun                       |  | Résultat |
| 2018  | États-Unis | Championnat du monde junior | 1 |    |   |   | 3    |     | 0    | 100 | 0     |    | Médaille de bronze, monde |  |          |
| 2022  | États-Unis | Championnat du monde        | 7 | 4  | 3 | 0 | 376  | 14  | 2,23 | 91  | 2     | 0  | Quatrième                 |  |          |

## Trophées et honneurs

### NCAA
- 2017-2018: sélectionné dans l'équipe All-Rookie de la Hockey East
- 2018-2019: sélectionné dans la troisième équipe des étoiles de la Hockey East
- 2019-2020: 
  - nommé sur la première équipe d'étoiles de l'Est
  - sélectionné dans la première équipe d'étoiles de la Hockey East
  - Joueur de l'année de la Hockey East
  - Prix Mike Richter du meilleur gardien de la saison
  - Prix Walter Brown du meilleur gardien en Nouvelle-Angleterre
  - sélectionné dans la deuxième équipe type de l'USCHO

### LAH
- 2021-2022: nommé dans l'équipe d'étoiles de la division Atlantique

### LNH
- 2021-2022 : 
  - nommé recrue du mois de février 2022
  - sélectionné dans l'équipe d'étoiles des recrues
- 2022-2023 : remporte le trophée William-M.-Jennings avec Linus Ullmark (gardiens de buts ayant concédé le moins de buts en saison régulière)
- 2023-2024 : participe au 68e Match des étoiles

### Bruins de Boston
- 2021-2022: Seventh Player Award du joueur ayant surpassé les attentes selon les partisans de l'équipe